# Pavane (Fauré)
La  Pavane Op. 50  in Fa diesis minore per coro ed orchestra è una composizione in forma di pavana di Gabriel Fauré.
Destinataria della dedica è la contessa Elisabeth Greffulhe, di cui la pavana è intesa essere una sorta di ritratto in musica. Su sua richiesta Fauré aggiunse in un secondo tempo una parte per coro (soprani, alti, tenori e bassi) su parole di Robert de Montesquiou-Fezensac, cugino della contessa.
L'opera è stata reinterpretata fra gli altri:
- da Branford Marsalis nel disco "Romances for Saxophone", 1986

- dal gruppo inglese Jethro Tull in The Jethro Tull Christmas Album
- dal chitarrista statunitense Lee Ritenour in  This is Love
- dal violinista Giusto Pio in Restoration del 1983, con arrangiamenti dello stesso Pio e di Franco Battiato.
- dal flautista Hubert Laws nell'album The Rite of Springs.
- dall'organista Brian Auger in "Brian auger and the trinity" 1970.

## Testo
C'est Lindor, c'est Tircis et c'est tous nos vainqueurs!

C'est Myrtille, c'est Lydé! Les reines de nos coeurs!

Comme ils sont provocants! Comme ils sont fiers toujours!

Comme on ose régner sur nos sorts et nos jours!

Faites attention! Observez la mesure!

Ô la mortelle injure! La cadence est moins lente!

Et la chute plus sûre! Nous rabattrons bien leur caquets!

Nous serons bientôt leurs laquais!

Qu'ils sont laids! Chers minois!

Qu'ils sont fols! (Airs coquets!)

Et c'est toujours de même, et c'est ainsi toujours!

On s'adore! On se hait! On maudit ses amours!

Adieu Myrtille, Eglé, Chloé, démons moqueurs!

Adieu donc et bons jours aux tyrans de nos coeurs!

Et bons jours!

## Curiosità
Nel 1996 il tema di Pavane fu campionato dal rapper Xzibit nel brano Paparazzi dalla versione vocale eseguita da Barbra Streisand per Classical Barbra (CBS 1976).